# Nieuwland, Kortland en 's-Graveland
Nieuwland, Kortland en 's-Graveland est une ancienne commune néerlandaise de la Hollande-Méridionale.
Nieuwland, Kortland en 's-Graveland a été érigé en commune le 1er avril 1817 par démembrement de la commune de Schiedam. Le 1er septembre 1855 la commune fut supprimée et rattachée à Kethel en Spaland. De nos jours, son territoire intègre la commune de Schiedam. La commune englobait le village de Schiedam, le hameau de Kortland et le polder de 's-Graveland.
En 1840, la commune de Nieuwland, Kortland en 's-Graveland comptait 73 maisons et 333 habitants, dont 233 à Nieuwland, 5 à Kortland, et 95 à 's-Graveland.